# Источни Готи у Превалису
У вријеме владе цара Источног Царства, Лава I, године 457. Источним Готима (Остроготима) су отказане субсидије. Због неиспуњења обавеза они су похарали Илирик, продрли у Нови Епир и опљачкаљли град Драч. Међутим, након споразума са царском владом, повукли су се у Панонију и усталили се у Доњој Мезији, код Свиштова (Novae). Касније, у рату са царем Зеноном, Источни Готи поново проваљују у Епир, 478 . године. Предвођени Теодорихом, населили су се око Драча.

## Упад у Превалис
Источни Готи се појављују и на граници римске провинције Превалис, 459. године, још приликом њиховог првог упада у Нови Епир. Могуће је и да су се настанили и у околини Скадра, гдје је забељежен и налаз: копча, двострука, украшена драгим камењем, са представом готское митске птице (gipaete) . С тим у вези се помиње и етимологија имена албанског племена Хоти, на сјевероистоку Скадарског језера (област Хоти, Хотски вирови, на Скадарском језеру, Лићени и Хотит) које неки филолози изводе из Goth. Након што су по наговору цара Источног римског царства, Зенона, послије 489. године успјели да поразе Одоакара (германског узурпатора власти у Италији и Далмацији, који је збацио последњег цара Западног римског царства, Ромула Августула, 476. године) Источни Готи, предвођени Теодорихом, формирају краљевину у Италији, у склопу које је и цијела Далмацију. Како Готи нијесу мијењали затечено стање по питању управе, Далмацију проглашавају краљевским посједом (patrimonium) а управне центре организују у Сирмијуму и Салони, са својим трибунима (maritimorum) и порезницима и вршиоцима других задатака – комесима (comes patrimonium) који крстаре земљом. Преко свог првог епископа, Улфиле, примају хришћанство у облику аријанске јереси (осуђене на Никејском сабору, 325. године).

## Оногошт (Anagastum)
Источни Готи нијесу густо населили Далмацију и боравили су углавном по каструмима, одвојени од мјесног домородачког становништва, држећи терен војнички. У своју државу, поред источног дијела Далмације (Бока Которска), укључују западни, погранични дио византинског Превалиса, око данашњег Никшића. У данашњој Моштаници, у Никшићу, на мјесту ранијег римског утврђења Андерба (castrum Anderba) подигли су своје утврђење и по њему је средњовјековно име Никшића било Оногошт (Anagastum) изведено од личног готског имена (Anagast, Anegast) вјероватно по неком команданту (comes).

## Пљачкање византинске Дукље
Привремено освајање града Дукље од странеИсточних Гота (на основу трагова пожара и уништења црквеног каменог намјештаја у цијелом насељу, као што су велики камени крстови у „базилици А“) могло се десити око 480-490. године, али је могуће да су искористили катастрофални земљотрес из 518. године, продрли и опљачкали овај град у византинском Превалису.

## Крај владавине Гота и обнављање власти Византије
У Далмацији и Либурнији, послије више сукоба са Византијом Јустинијана I (помиње се командант Константин) и повлачења готског војсковође Грипа, 535. године, преостали Источни Готи у овим областима се стављају под власт Источног римског царства. У Италији, маја 540. године, византински војсковођа Велизар у рату са Источним Готима заузима Равену и заробљава владара Витигеса са великашима, објављујући да краљевство Гота више не постоји.